# 控湃暗沙
控湃暗沙位于南中国海中沙群岛中沙大环礁西部边缘，东北与华夏暗沙相距约6.4海里，南与涛静暗沙相距约4.8海里。整个暗沙全部在海面以下，最浅处水深约12米，等深线20米以上面积约1.5平方公里。1947年和1983年公布名称均为“控湃暗沙”。